# Gustavo Zapata
Gustavo Miguel Zapata (Saladillo, 15 de outubro de 1967) é um treinador e ex-futebolista profissional argentino, que atuava como meia.

## Carreira
Gustavo Zapata fez parte do elenco da Seleção Argentina de Futebol na Copa América de 91. 93 e 1997.

## Títulos
- Copa América: 1991 e 1993